# Gmina Tähtvere
Gmina Tähtvere (est. Tähtvere vald) – gmina wiejska w Estonii, w prowincji Tartu.
W skład gminy wchodzą:
- 2 miasta: Ilmatsalu, Märja,
- 10 wsi: Haage, Ilmatsalu, Kandiküla, Kardla, Pihva, Rahinge, Rõhu, Tähtvere, Tüki, Vorbuse.